# メーレンドルフ
メーレンドルフ (ドイツ語: Möhrendorf) は、ドイツ連邦共和国バイエルン州ミッテルフランケンのエアランゲン＝ヘーヒシュタット郡に属す町村（以下、本項では便宜上「町」と記述する）。メーレンドルフは、歴史的な水車で知られている。

## 地理

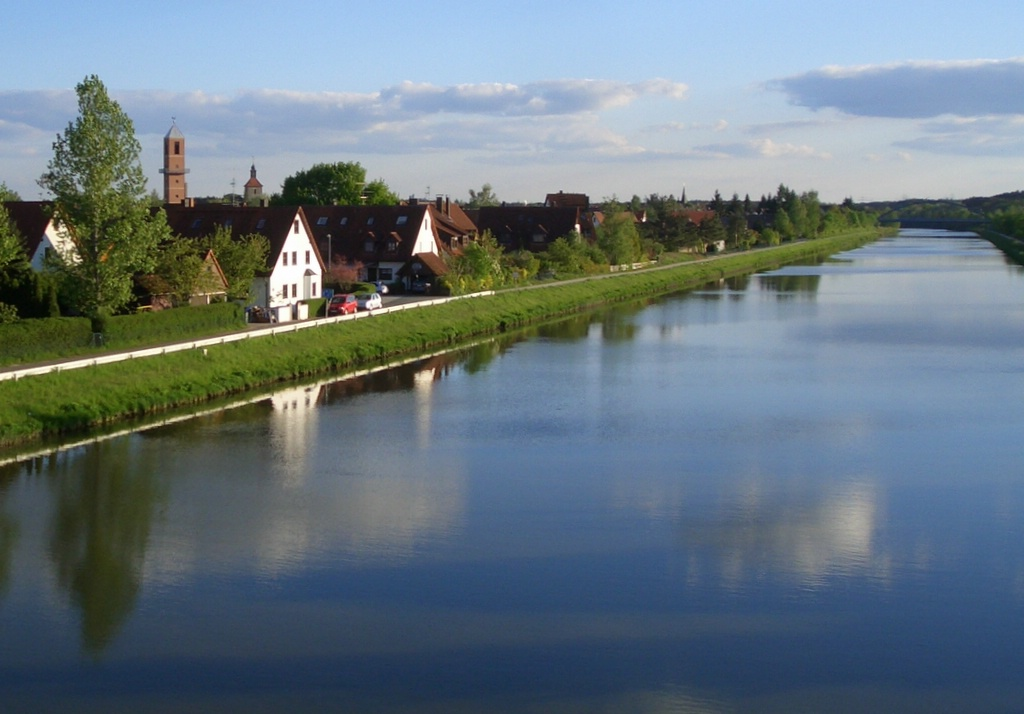
メーレンドルフを流れるマイン＝ドナウ運河

この町は、エアランゲンの北約6km、西部をレグニッツ川の堤防に面した盆地に位置する。レグニッツ川の西側にはマイン＝ドナウ運河が流れており、現在は町の一部となっているクラインゼーバッハ地区のとの境界となっている。クラインゼーバッハでは、ゼーバッハ川がマイン＝ドナウ運河に流れ込み、合流している。

### 自治体の構成
この町は、公式には3つの地区 (Ort) からなる。このうち小集落や孤立農場などを除く集落を以下に列記する。
- クラインゼーバッハ
- メーレンドルフ

この他に、中心部の南のレグニッツ川沿いにオーベルンドルフの小集落がある。

## 歴史と見所
クラインゼーバッハ周辺に初めて人が住み始めたのは、Urnenfelderkulturの時代（紀元前1300年-紀元前800年頃）である。メーレンドルフ及びクラインゼーバッハが初めて文献に登場するのは1007年のことで、“Merdindorf”および “Seuuaha”の名で言及されている。

### 地名の由来
“Merdindorf”は、中世の人名である “Merdo”から派生したと考えるのが最も可能性が高い推測であるが、あるいは同じく人名の “Merdin”からの可能性もある。人名の “Martin”から派生したという説もあるが、その可能性はなさそうだ。この町は、1062年には “Merindorf”、1421年には “Merendorf”として記録されている。この後、時代の移り変わりとともに “Möhrendorf”の表記となった。
“Seuuaha”は、まず “Sebach”、次いで “Seebach”、さらに後に “Kleinseebach”と変化し、クラインゼーバッハの中心地の南をゼーバッハ川が流れていることを表している。約9km西に位置するグローセンゼーバッハが初めて文献に現れるのは1348年で、この時には “Sebach”と表記されている。

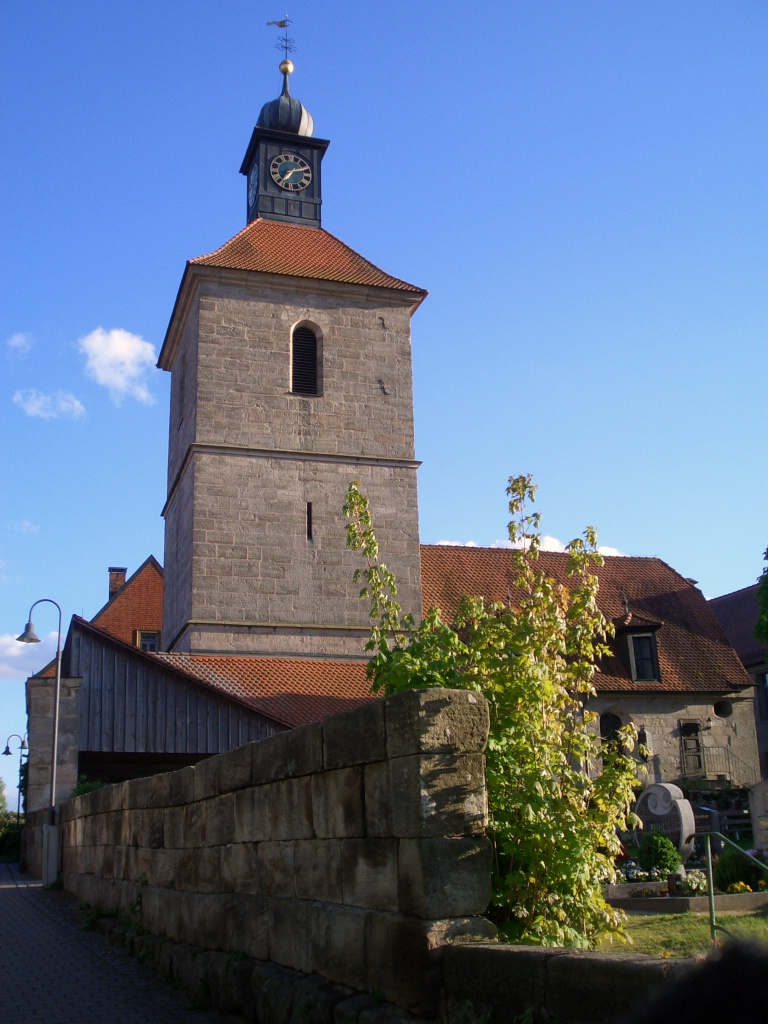
メーレンドルフのマーティン教会

### 見所
メーレンドルフの歴史的な中心部は、大きな砂岩のマーティン教会と、その周囲の、現在は町の行政機関が使っている建造物群とのアンサンブルで形成されている。この教会の建物は、三十年戦争で破壊された後、1672年に現在の形に改装されたものである。中心部から、中央通り沿いに西へ向かうと1500年頃に砂岩を使って彫られた、磔の模様をかたどったキリスト像のレリーフがある。中心部の南には、おそらく17世紀に植えられたものと推測され、天然記念物として保護されている「スウェーデン松」がある。
クラインゼーバッハの中心部は、典型的な、良く保存された農村で、多くは砂岩からなる、一部は100年以上前の建造物群で構成されており、見応えがある。クラインゼーバッハには、古い立派な樫の木があり、天然記念物として保護されている。
メーレンドルフは、十年ほど前には、農村風の自治体であったが、最近では住宅地として発展してきている。アウトバーンA73のインターチェンジがあり、ニュルンベルク首都圏内への交通の便がよい。また、近郊保養地のデヒゼンドルフ池や、行楽地であるフレンキシェ・シュヴァイツへもアクセスしやすい場所である。

## 水車
詳細はレグニッツ川#水車も参照のこと

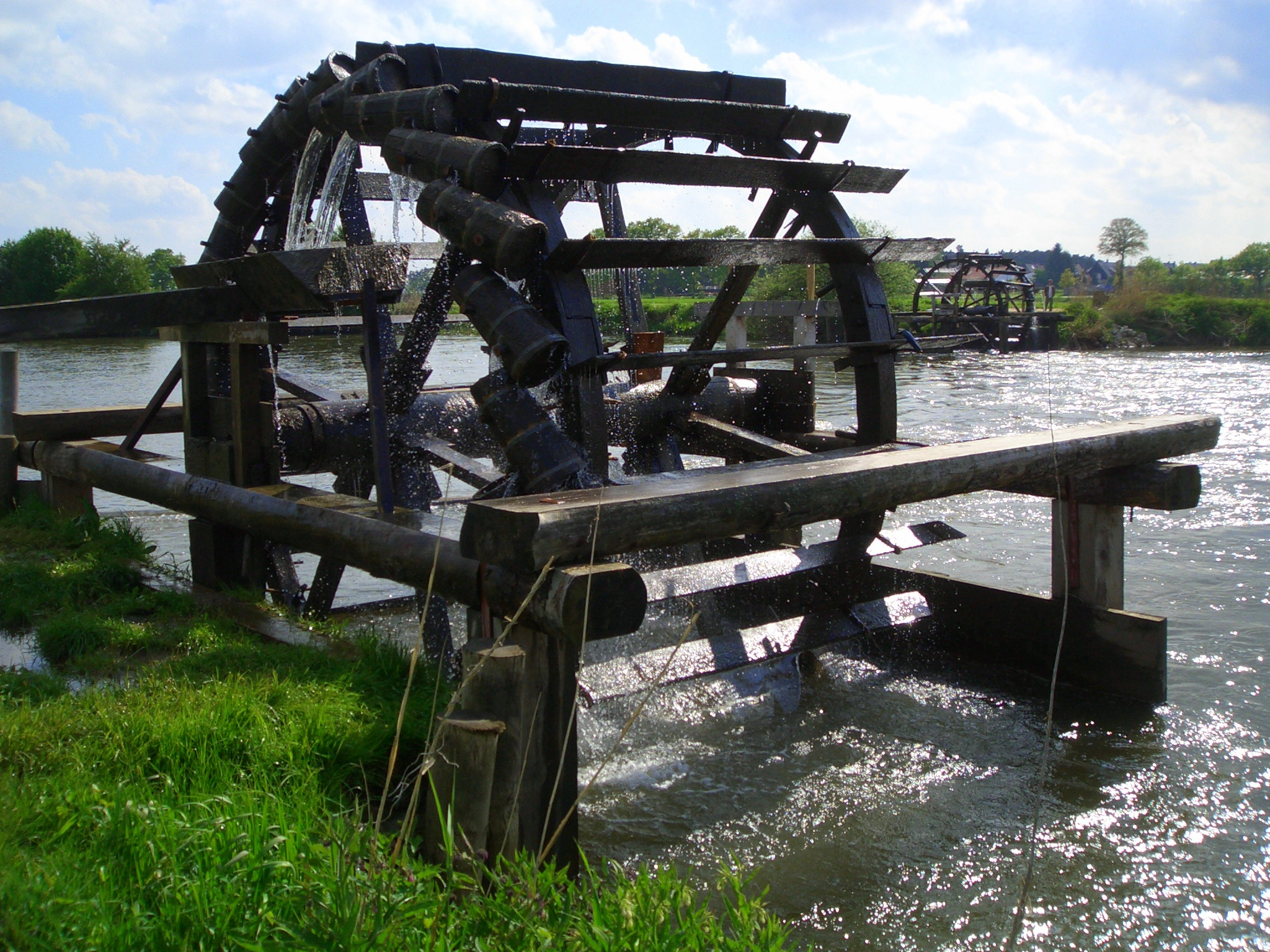
メーレンドルフの水車

メーレンドルフで有名なものは、レグニッツ川の約10基の水車である。水車は、暖かく、酸素を豊富に含んだ水を汲み上げ、これにより隣接する農地の収穫高を豊かなものにした。
メーレンドルフの水車は、15世紀の初めにはすでに建設されていた。1805年にはフュルトとフォルヒハイムの間の約25kmの川筋に、約190基の水車が稼働していた。現在でもその一部が有効な1693年の「バイアースドルフの水利規定」で定められたとおり、5月1日から9月30日までの間、水車を稼働することが許されている。水車の輪を取り付ける工事が夏シーズンの訪れを、それを取り外してしまい込む作業がシーズンの終わりを告げる。
デザイン化された水車は、メーレンドルフの紋章のみならず、エアランゲン＝ヘーヒシュタット郡の紋章にも使われている。

## 行政

### 議会
メーレンドルフ議会は、第1首長（コンラート・ルーデルト、Freie Wähler）と16人の議員で構成される。

### 紋章
図柄: 基部は、銀と黒の市松模様の四分割。その上部は波状の分割線。上部は赤地に6本のスポークと6つの金の水桶を持つ銀の水車。

## 文化
1839年に建設されたクラインゼーバッハ地区の牧歌的な粉ひき小屋が、1993年にレグニッツ川沿いの劇場（ミューレンテアター）に改築された。

## 交通
メーレンドルフは、レグニッツ川の対岸を走るアウトバーンA73のインターチェンジに直接アクセス可能である。郡道がメーレンドルフとバイアースドルフ、デヒゼンドルフ（エアランゲンの一地区）、ブーベンロイトを結んでいる。2006年6月からは、ブーベンロイトへの遊歩道や自転車道が設けられている。
エアランゲンまで、自動車進入禁止の道路があり、自転車やインラインスケートに大変好まれている。
VGN-路線バス254系統がクラインゼーバッハおよびメーレンドルフとエアランゲンの中心部並びに駅を結んでいる（約10-20分）。VGN-路線バス252系統は、クラインゼーバッハおよびメーレンドルフとブーベンロイトおよびバイアースドルフを結んでいる。
町を貫いて流れるマイン＝ドナウ運河を、1日約20隻の貨物船が航行し、ごく稀に観光船が通ることもある。運河の両岸の堤防上は、フュルト/ニュルンベルク方面およびバイアースドルフ/バンベルク方面への道となっており、遊歩道、自転車道として利用されている。

## 引用
1. ↑  https://www.statistikdaten.bayern.de/genesis/online?operation=result&code=12411-003r&leerzeilen=false&language=de Genesis-Online-Datenbank des Bayerischen Landesamtes für Statistik Tabelle 12411-003r Fortschreibung des Bevölkerungsstandes: Gemeinden, Stichtag (Einwohnerzahlen auf Grundlage des Zensus 2011)
2. ↑  Bayerische Landesbibliothek Online